# Jesús Miguel Soto
Jesús Miguel Soto (Caracas, 1981), conocido también como JM Soto, es un escritor venezolano.

## Carrera
Soto nació en la Parroquia El Valle de Caracas, en 1981. Realizó sus estudios en la Universidad Central de Venezuela. Desde 2014 ha vivido en la Ciudad de México, donde se desempeña como docente y editor. Es reconocido por su colección de relatos Perdidos en Frog (2013) y por sus novelas La máscara de cuero y El caso Boeuf. En 2017 fue incluido en la lista Bogotá39, que se encarga de homenajear a los escritores jóvenes más destacados de Latinoamérica.

## Obras notables
- Perdidos en Frog (2013)
- La máscara de cuero (2016)
- El caso Boeuf (2016)
- Nine Stray Shots (2023)